# Nils Wikegren
Nils Wikegren, född 1711 (enligt Viktor Millqvist i Personhistorisk tidskrift 1911 var födelseåret 1693) i Östergötland, död 3 oktober 1767, var en svensk borgmästare.
Wikegren, som hade tjänstgjort i ämbetsverk i Stockholm, utsågs 1740 av Kungl Maj:t till Sven Stillmans efterträdare som borgmästare i Söderhamns stad, trots att han vid borgmästarvalet den 23 januari samma år endast erhållit 22 röster, medan den andre kandidaten, auditören Olof Swedritz erhöll 66 röster. Wikegren mottogs med viss kyla av stadens borgerskap och när det den 12 juli 1742 var allmän rådstuga för val av riksdagsman fick borgmästaren 244 röster, medan löjtnanten L. Söderbom fick 307 röster. Efter att ha tilldelats en skrapa av borgmästaren avsade sig dock Söderbom uppdraget och då även Wikegren vägrade valde man i stället Hudiksvalls borgmästare Johan Boberg, som åtog sig uppdraget mot 4 daler om dagen, 64 daler i respengar och 12 daler för skjuts till Söderhamn.
År 1754 nämns Olof Hambræus som vice konsul (borgmästare) och enligt en anteckning i Riksarkivet valdes denne den 16 maj 1756 denne till ny borgmästare i staden.